# 김민주 (가수)
김민주(金珉周, 2001년 2월 5일~)는 대한민국의 배우이자 전 가수이다.
서울특별시 출생으로 얼반웍스이엔티에 연습생으로 캐스팅 되어 2018년 MBC의 드라마 《위대한 유혹자》에서 최수지역의 아역으로 출연하며 연기자로 데뷔했다. 이후 Mnet의 서바이벌 오디션 프로그램 《PRODUCE 48》에 출연하여 프로젝트 걸그룹 아이즈원 멤버로 데뷔했다. 아이즈원이 해체된 이후 연기자로 활동하고 있는 것으로 알려졌다.

## 생애
김민주는 2001년 2월 5일 서울특별시 관악구에서 출생하였다. 형제자매로는 2살 위 오빠 한 명과 3살 어린 여동생이 한 명 있다. 성보중학교 재학 당시에는 스튜어디스가 꿈이었다. 얼반웍스이엔티에 길거리 캐스팅되어 2년 10개월 동안 연습생으로 있었다.
학생 모델로 다양하게 활동했다. 특히 캐리라는 이름으로 나온 사진에서는 어머니가 패션 디자이너라고 설명하고 있지만, 실제로 그러한지 광고 컨셉인지는 미상이다.
2016년에 같은 소속사 연습생이었던 크리샤 츄, 신소이 및 다른 연습생들과 함께 소녀레시피라는 이름의 걸그룹을 준비했다가 무산된 적이 있다. 이후 크리샤 츄는 K팝 스타 시즌 6에서 TOP2에 선정된 이후 솔로로 데뷔하고, 데뷔를 준비했던 몇몇 사람들은 얼반웍스를 퇴사하면서 데뷔에 대한 꿈이 점점 멀어지게 되었다. 소속사가 집중하던 분야가 배우 매니지먼트였다 보니, PRODUCE 48 참가 시점에서는 유일한 걸그룹 연습생이었다. 실제로 PRODUCE 48에 참가하여 2차 경연을 준비할 당시 데뷔가 자주 엎어져서 힘들었다고 말하였다. 2016년 5월, iKON의 오늘 모해 뮤직비디오에 출연했다. 2016년 6월, 웹 드라마 불멸의 여신 에필로그 2회에 특별 출연했다. 2016년 7월, 생방송 톡!톡! 보니하니에서 진행한 'NEW 하니를 찾아라' 오디션에 참가했었다. 대국민 오디션 과정을 통해 10명을 뽑는 2차 합격자로 선정되기도 했지만, 최종 카메라 테스트에서 탈락하였다.
2017년 1월에는 화장품 브랜드 홀리카홀리카 광고에 출연했다. 같은 소속사의 가수 크리샤 츄의 뮤직비디오에 두 번 출연했다. 2017년 5월에 Trouble MV에, 2018년 1월에는 Like Paradise에 나왔다. 2018년 1월, 크리샤 츄의 미니앨범 Dream Of Paradise 수록곡 Falling Star를 듀엣으로 불렀다. 2018년 3월에는 MBC 드라마 위대한 유혹자에 문가영(최수지 역)의 아역 역할로 드라마 첫 데뷔를 하였다. 2019년 11월 21일에 개봉한 대한민국 영화인 "어제 일은 모두 괜찮아"에서 최수연 역할로 출연하였다. 
2018년 엠넷에서 주관한 서바이벌 오디션 프로그램 PRODUCE 48에 출연하였고, 최종 순위 12명 중 11위를 달성하며 걸 그룹 아이즈원의 구성원이 되었다.

## 학력
- 당곡초등학교(졸업)
- 성보중학교(졸업)
- 서울공연예술고등학교 연극영화과(졸업)

## 작품 목록

### 드라마
| 연도      | 방송사       | 제목                     | 역할               | 비고        |
| --------- | ------------ | ------------------------ | ------------------ | ----------- |
| 2018      | MBC          | 위대한 유혹자            | 어린 최수지        | 문가영 아역 |
| 2019      | 플레이리스트 | 에이틴2                  | 김민주             | 특별 출연   |
| 2022-2023 | MBC          | 금혼령, 조선 혼인 금지령 | 세자빈 안씨 / 차년 | 12부작      |
| 2024      | SBS          | 커넥션                   | 어린 오윤진        | 전미도 아역 |
| 2025      | MBC          | 언더커버 하이스쿨        | 이예나             | 12부작      |

### 영화
| 연도 | 제목                  | 역할   | 비고 |
| ---- | --------------------- | ------ | ---- |
| 2019 | 어제 일은 모두 괜찮아 | 최수연 | 주연 |
| 2024 | 청설                  | 가을   | 주연 |

### 방송

#### 진행·고정 및 게스트 출연
다음은 김민주가 진행 혹은 고정 연기자로 출연한 방송 일람이다.(게스트 출연 포함.)
| 연도       | 방송사 | 제목             | 기간               | 비고             |
| ---------- | ------ | ---------------- | ------------------ | ---------------- |
| 2018       | Mnet   | 프로듀스 48      | 6월 15일~8월 3일   | 11위 (데뷔조)    |
| 2020 -2023 | MBC    | 쇼! 음악중심     | 6월 13일~1월28일   | 진행             |
| 2021       | MBC    | 구해줘! 숙소     | 9월 1일~11월 3일   | 진행             |
| 2021       | tvN    | Get It Beauty    | 12월 16일~8월 30일 | 진행             |
| 2023       | MBC    | 전지적 참견 시점 | 12월 10일          | 권은비 영상 출연 |

## 음반 목록

### 뮤직비디오
| 연도 | 아티스트  | 음원                            | 음반                         | 비고        |
| ---- | --------- | ------------------------------- | ---------------------------- | ----------- |
| 2016 | iKON      | 오늘 모해 (#WYD)                | 오늘 모해 (#WYD)             | 디지털 싱글 |
| 2017 | 크리샤 츄 | Trouble                         | Kriesha Chu 1st Single Album | 싱글        |
| 2018 | 크리샤 츄 | Like Paradise (Prod. Flow Blow) | Dream of Paradise            | EP          |

### 음원

#### 참여한 음원
| 연도 | 음원                     | 음반                             | 아티스트          | 참여 | 비고     |
| ---- | ------------------------ | -------------------------------- | ----------------- | ---- | -------- |
| 2018 | 1000%                    | PRODUCE 48 - 30 Girls 6 Concepts | V/A (Summer Wish) | 가창 | [ 5 ]    |
| 2018 | 앞으로 잘 부탁해         | PRODUCE 48 - FINAL               | PRODUCE 48        | 가창 | [ 주 1 ] |
| 2018 | 꿈을 꾸는 동안           | PRODUCE 48 - FINAL               | PRODUCE 48        | 가창 |          |
| 2019 | 크리스마스 Movie Version | 어제 일은 모두 괜찮아 OST        | V/A (김민주)      | 가창 |          |

### 제작 참여 음반
| 연도 | 음원            | 음반          | 아티스트 | 참여 | 참여 | 비고     |
| 연도 | 음원            | 음반          | 아티스트 | 작사 | 작곡 | 비고     |
| ---- | --------------- | ------------- | -------- | ---- | ---- | -------- |
| 2019 | Really Like You | HEART*IZ      | 아이즈원 | 공동 | 불참 | [ 주 2 ] |
| 2020 | You & I         | BLOOM*IZ      | 아이즈원 | 공동 | 불참 | [ 주 3 ] |
| 2020 | With*One        | Oneiric Diary | 아이즈원 | 공동 | 불참 | [ 주 4 ] |

## 모델

### 의류
2022년 2월 14일 한국 의류 브랜드 중 하나인 '이스트엔드(EASTEND)'의 하위 브랜드, '시티브리즈(Citybreeze)'의 전속 모델로 발탁되었다.

## 수상
- 2022년 MBC 연기대상 여자 신인연기상 (금혼령)
- 2024년 SBS 연기대상 여자 신인연기상 (커넥션)

### 내용주
1. ↑   다케우치 미유, 미야자키 미호, 박해윤, 안유진, 야부키 나코, 이채연, 장원영, 조유리, 혼다 히토미 공동 가창[6]
2. ↑  YOSKE, 혼다 히토미, Alive Knob 공동 작사
3. ↑  김현아 공동 작사
4. ↑  권은비, 미야와키 사쿠라, 강혜원, 최예나, 김채원, 야부키 나코, 혼다 히토미, 조유리, 안유진과 장원영 공동 작사

### 참조주
1. ↑  “[2018 MAMA]明星倒計時D-9之#IZONE#”. 웨이보. 2018년 12월 15일에 원본 문서에서 보존된 문서.
2. ↑  오서린 (2021년 9월 13일). ““NEW”…아이즈원(IZ*ONE) 출신 김민주, 새 프로필 공개→배우 활동 시작?”. 《톱스타뉴스》.
3. ↑  전효진 (2022년 6월 15일). “김민주, ‘금혼령’ 출연…배우 활동 본격화”. 《동아닷컴》.
4. ↑  박소영 (2018년 8월 31일). “'프로듀스48' 장원영·사쿠라에 이채연까지..12人 반전의 최종순위[종합]”. OSEN. 2018년 9월 1일에 확인함.
5. ↑  이채연, 시타오 미우, 미야자키 미호, 고토 모에 공동 가창
6. ↑  한국저작권위원회. “앞으로 잘 부탁해 (We Together) 저작권정보 조회(음악)”. 《한국저작권위원회》. 경남.[깨진 링크(과거 내용 찾기)]